# Alkalmazkodó ritmus
Az alkalmazkodó ritmus a magyar népdal egyik sajátossága. Az a jelenség, amikor egyes tempo giusto dallamokban két szomszédos negyed hosszúságú hang éles vagy nyújtott ritmussá alakul át a szöveg szótaghosszához alkalmazkodva, az egyes versszakokban különbözően. Ennek megfelelően kétfajta tempo giusto dallam van: változatlan és alkalmazkodó.
A szövegben a szótag rövid, ha
- magánhangzója rövid ÉS
  - magánhangzóra végződik VAGY
  - egy mássalhangzóra végződik, a következő szó viszont magánhangzóval kezdődik.

Ez összhangban van az időmértékes verselés szabályaival.
Hasonló hosszúság-alkalmazkodás nyolcadok esetén is van, de azt mégsem tekintjük alkalmazkodó ritmusnak, mivel a gyorsabb tempó miatt kevésbé hallható a hosszkülönbség.

## Kialakulás
Az alkalmazkodó ritmus kialakulása a népies műdalokban kezdődött az 1850-es években, és az 1870-es években jelent meg, eleinte az akkor kialakuló új stílusú népdalokban, később a magyar népzene teljes egészét átjárta, bár aránya jóval nagyobb lett az új stílusban, és idővel annak jellemzőjévé vált. Az alkalmazkodó ritmusú új stílusú népdalokat kifejlett új stílusú népdaloknak nevezzük, míg a régi, változatlan tempo giusto ritmusúakat korai új stílusú népdaloknak.

## Jellemzők
Az alkalmazkodó ritmus érdekes jellemzője, hogy kizárólag 4/4-es ütemben fordul elő, bár elvileg a 2/4-es és 3/4-es ütemben is lehetséges lenne.
A másik érdekesség, hogy a sorok záró ütemei gyakran „ellenállnak” a szótaghosszhoz alkalmazkodásnak, és megmarad a régi, verbunkos eredetű, a régi stílusú népdalokba is beépült ritmus. E jelenséget már Bartók Béla leírta 1924-ben az új stílus jellemzésekor. Az ilyen sorvégi ütemeket sablonos sorzárásnak nevezik.

A zenei hangok szöveghez alkalmazkodása nem teljesen mechanikus. Két egymás utáni nyújtott ritmus akkor sem alakul ki, ha a szöveg egyébként ezt kívánná. Ugyancsak nem lehet nyújtott ritmus   
  sorzárlat előtt, sőt, néha az előző ütem ritmusa olyankor is élessé alakul, amikor a szöveg egyébként ezt nem indokolná.
Az éles ill. nyújtott ritmus két hangjának 1:3 hosszaránya a tempótól függően is változik: minél gyorsabb a tempó, annál kisebb a különbség a két hang hossza között.